# 5月9日
5月9日是阳历年的第129天（闰年是130天），离一年的结束还有236天。

## 大事记

### 20世紀以前
- 328年：在亚历山大一世逝世后，东方正统教会教父亚他那修接替成为埃及亚历山大港牧首。
- 1386年：英格蘭和葡萄牙簽署《溫莎條約（英语：Treaty of Windsor (1386)）》，正式批准同盟，成為世界上至今仍有效、歷史最悠久的外交聯盟。
- 1450年：帖木兒王朝統治者阿不都·剌迪甫遇刺身亡。
- 1502年：克里斯托弗·哥伦布最后一次启航出发，探索他认为的印度（另一说为5月11日）。
- 1540年：埃爾南多·德·阿拉孔啟航遠征加利福尼亞灣。
- 1864年：普丹戰爭：丹麥海軍在黑爾戈蘭島海戰（英语：Battle of Heligoland (1864)）中擊敗奧地利與普魯士聯軍。
- 1877年：羅馬尼亞外交部部長米哈伊爾·科格爾尼恰努在議會宣布羅馬尼亞正式脫離鄂圖曼帝國獨立。

### 20世紀
- 1901年：澳洲墨尔本皇家展览馆召开第一届澳洲国会，其后转往坎培拉的旧国会大厦和新国会大厦开议。
- 1911年：清朝政府頒佈鐵路國有化詔令。
- 1915年：中華民國總統袁世凯迫于日本军事压力，接受其提出的《二十一条》，史称五九國恥。
- 1926年：李察·柏德和弗洛伊德·貝内特（英语：Floyd Bennett）宣稱成功乘飛機飛越北極，但依柏德之後的日記這項成就存有爭議。
- 1930年：貝璐就任香港總督。
- 1936年：意大利自5月5日占领首都亚的斯亚贝巴后，宣布正式吞并埃塞俄比亚。
- 1944年：安德烈斯·伊格納西奧·梅嫩德斯（英语：Andrés Ignacio Menéndez）任薩爾瓦多臨時總統。
- 1944年：第二次世界大戰：日本竹一船隊護航艦隊在試圖將兩個師團的部隊從中國運往新幾內亞島的途中，在盟軍的攻擊下損失多艘船隻和數千名士兵，隨後抵達荷屬東印度群島的哈馬黑拉島。
- 1945年：納粹德國的代表在柏林和苏军签署德军无条件投降书于本日零时生效，投降书的生效标志着第二次世界大战苏联苏德战争及歐洲戰場结束。
- 1945年：第二次世界大戰：德國投降后，大日本帝國宣佈其發動战争目的为自我保衛。
- 1946年：尼古拉·什维尔尼克任苏联最高苏维埃主席团主席，参见苏联国家元首列表。
- 1946年：意大利国王维托里奥·埃马努埃莱三世在政体公投前宣布退位，其子翁贝托二世继承王位。
- 1950年：法国外交部部长罗贝尔·舒曼公布舒曼计划，提议设立共同管理欧洲国家的欧洲煤钢共同体。
- 1960年：美国食品药品监督管理局批准瑟尔药厂开发的生育控制药物，为第一款复合口服避孕药。
- 1977年：香港商品期貨交易所正式開業，成為遠東國際性棉花期貨市場。繼棉花之後，原糖及黃豆期貨市場亦相繼於1977年和1979年底開業。
- 1978年：一年一度香港長洲太平清醮盛會發生包山倒塌意外。「搶包山」於當日零時開始，數百人爭相攀上包山，其中一座大包山突然倒塌，壓向旁邊的一座包山，然後一起倒下，24人受傷。當局為安全起見，決定以後取消「搶包山」活動。不過停辦二十幾年之後，2005年恢復舉辦，但是加強安全措施。
- 1980年：美國佛羅里達州陽光高架橋的部分橋墩被一艘貨輪撞擊後倒塌，造成35人死亡。
- 1991年：韩国全國幾十個城市爆發大規模示威，抗議漢城一個大學生在參加集會之後，企圖爬牆進入校園時，被警察用鐵棒打死。
- 1993年：第一屆東亞運動會在中國上海開幕，共有九個國家及地區的運動員參加本屆運動會。
- 1994年：纳尔逊·曼德拉当选南非共和国历史上首位黑人总统。

### 21世紀
- 2004年：俄罗斯车臣共和国首任总统艾哈迈德·卡德罗夫在格罗兹尼参加庆祝活动时遭到地雷炸死。
- 2013年：菲律賓海巡署公務船於臺灣與菲律賓重疊之專屬經濟區內武力攻擊臺灣漁船，造成1名臺灣漁民死亡。
- 2017年：烏克蘭聶伯的戰勝納粹主義勝利日慶祝活動發生打鬥事件，造成14人受傷。
- 2018年：馬來西亞進行第十四屆全國大選。反對阵线希望聯盟以简单多数席位勝選，終結國民陣線執政聯盟自馬來西亞獨立以來近61年的執政，達成馬來西亞首次中央政府政黨輪替紀錄，也讓將二度擔任首相的馬哈迪·莫哈末成為目前最高齡的國家領導人。

## 出生
- 1147年：源赖朝，日本镰仓幕府首任征夷大將軍（1199年逝世）
- 1439年：教宗庇護三世，羅馬主教（1503年逝世）
- 1733年：弘曕，清朝雍正帝第六子，乾隆帝把他過繼給叔父果親王允禮，後襲封果親王（1765年逝世）
- 1860年：J·M·巴里，蘇格蘭小說家、劇作家，世界著名兒童文學《彼得潘》的作者（1937年逝世）
- 1866年：莉茲·瑪姬，美國遊戲設計師、作家、女權主義者、喬治主義者（1948年逝世）
- 1874年：霍華德·卡特，英國考古學家、埃及學的先驅，圖坦卡門陵墓的發現者（1939年逝世）
- 1892年：波旁-帕爾馬的齊塔，奧地利皇后、匈牙利王后（1989年逝世）
- 1898年：伊迪絲·邁澤爾，美國作家、女演員（1993年逝世）
- 1904年：蔣兆和，中國畫家（1986年逝世）
- 1909年：希爾德·利瓦伊，德國-丹麥物理學家（2003年逝世）
- 1912年：趙萝蕤，中國翻译家（1998年逝世）
- 1921年：蘇菲·索爾，納粹德國時期德國反抗組織白玫瑰成員（1943年逝世）
- 1936年：陈诗圣，马来西亚居銮中华中学校长（2013年逝世）
- 1936年：亞伯特·芬尼，英国演員（2019年逝世）
- 1936年：格蘭達·傑克遜，英國女演員、政治人物（2023年逝世）
- 1939年：拉爾夫·波士頓，美國男子田徑運動員（2023年逝世）
- 1939年：伊翁·提里亞克，羅馬尼亞前職業網球運動員
- 1940年：米格爾·比拉索羅，阿根廷物理學家（2021年逝世）
- 1946年：坎娣絲·伯根，美国女演員
- 1947年：天野之彌，日本外交家，國際原子能總署總幹事（2019年逝世）
- 1947年：邁可·列維特，美國史丹佛大學結構生物學教授
- 1949年：易卜拉欣·巴雷·麥納薩拉，尼日軍事人物、政治人物，第5任尼日總統（1999年逝世）
- 1949年：比利·喬，美國歌手、鋼琴演奏家
- 1950年：邱義仁，臺灣民進黨政治人物
- 1954年：李國麟，香港演員
- 1957年：魚戶修，日本漫畫家
- 1958年：金惠鈺，韓國女演員
- 1959年：，匈牙利律師、政治人物，前任匈牙利總統
- 1960年：湯尼·關恩，美國職業棒球運動員（2014年逝世）
- 1967年：岡野剛，日本漫畫家
- 1968年：瑪麗-若澤·佩雷克，法國女子田徑運動員
- 1968年：娜塔莎·皮爾茨·穆薩爾，斯洛維尼亞律師、作者、政治人物，現任斯洛維尼亞總統
- 1971年：尼古拉·蓋斯奇埃爾，法國時裝設計師，路易威登創意總監
- 1972年：若木民喜，日本漫畫家
- 1973年：秋相美，韓國女演員
- 1974年：潘粤明，中國男演員
- 1975年：翁立友，臺灣歌手
- 1977年：任魯豫，中國電視節目主持人
- 1978年：陳楚河，臺灣演員
- 1978年：李富玉，中國自行車運動員
- 1979年: 賈森，馬來西亞知名DJ、主持人、旅遊KOL
- 1981年：横山裕，日本演員、歌手
- 1981年：金智勳，韓國男演員
- 1982年：傑尼斯·普希林，頓涅茨克人民共和國政治人物，現任頓涅茨克人民共和國元首
- 1983年：許嘉凌，台灣藝人
- 1983年：大高忍，日本漫畫家
- 1983年：松田龍平，日本演員
- 1984年：平原綾香，日本女歌手
- 1988年：李代沫，中國男歌手
- 1989年：C418，德國音樂家、製作人、音響工程師
- 1990年：珍妮弗·埃尔莫索，西班牙女子足球運動員
- 1991年：許淑淨，台灣女子舉重運動員
- 1991年：何超蓮與何猷啟，澳門賭王何鴻燊與其第三位太太陳婉珍所生
- 1993年：山田涼介，日本男演員、歌手
- 1994年：呂會鉉，韓國男演員
- 1994年：董柏霖，台灣男歌手
- 1995年：凱西迪·庫克，美國女子跳水運動員
- 1995年：湯米·艾德曼，美國職業棒球運動員
- 1996年：諾亞·森迪尼奧，美國男演員
- 1996年：李日俊，韓國男演員
- 1997年：石飛惠里花，日本女性聲優
- 2000年：關根瞳，日本女性聲優
- 2000年：奏音花音，日本AV女優
- 2000年：穆罕默德·阿穆拉，阿爾及利亞職業足球運動員
- 2002年：林信寬，臺灣男子籃球運動員
- 2004年：濱野真香，日本職業足球運動員
- 生年不詳：濱田洋平，日本男性聲優
- 生年不詳：宮白桃子，日本女性聲優

## 逝世
- 480年：尼波斯，西羅馬帝國皇帝。（約430年出生）
- 1805年：弗里德里希·席勒，德国诗人、剧作家。（1759年出生）
- 1810年：班傑明·林肯，美國大陸軍將領。（1733年出生）
- 1893年：威廉·保萊特，英國陸軍元帥。（1804年出生）
- 1931年：阿爾伯特·邁克生，波蘭裔美國藉物理學家，1907年諾貝爾物理學獎得主。（1852年出生）
- 1958年：及川古志郎，日本海軍大將。（1883年出生）
- 1986年：廖文毅，台灣獨立運動先驅者。（1910年出生）
- 1986年：丹增諾蓋，尼泊爾登山家，聖母峰最早的兩名登頂者之一。（1914年出生）
- 1986年：白修德，美國新聞記者、歷史學家、小說家。（1915年出生）
- 1978年：阿尔多·莫罗，意大利政治家。（1916年出生）
- 1999年：伊萬·尼雲，美國數學家。（1915年出生）
- 2001年：威廉·T·斯特恩，英國植物學家。（1911年出生）
- 2004年：艾哈迈德·卡德羅夫，車臣政治人物，首任車臣共和國總統。（1951年出生）
- 2006年：严恺，中国科学院院士、中国工程院院士、水利科學家。（1912年出生）
- 2012年：維達·沙宣，英國理髮師、商人。（1928年出生）
- 2013年：乔治·迈克尔·利德，美国政治人物。（1918年出生）
- 2013年：安德鲁·辛普森，英国帆船運動員。（1977年出生）
- 2013年：洪石成，臺灣漁民，在廣大興28號事件中被菲律宾海巡署人員槍殺。
- 2017年：钱其琛，原中共中央政治局委员，国务院副总理，外交部部长（1928年出生）
- 2022年：秦怡，中国女演员，人民艺术家。（1922年出生）
- 2022年：陳炳楠，藝名脫線，台灣男藝人。（1933年出生）
- 2022年：小玉理惠子，日本電子遊戲美工、總監、製作人。（1963年出生）
- 2023年：陳文寬，台灣飛行員、企業家、超級人瑞。（1913年出生）
- 2023年：安東尼奧·卡瓦哈爾，墨西哥職業足球運動員。（1929年出生）
- 2023年：威爾弗雷德·馬德隆，德裔美國伊斯蘭史學者。（1930年出生）
- 2024年：羅傑·科曼，美國電影製片人、導演、演員。（1926年出生）
- 2024年：托伊妮·珀于斯蒂，芬蘭女子越野滑雪運動員。（1933年出生）
- 2025年：馬興榮，中國詞學家。（1924年出生）

## 节假日和习俗
- 纪念与和解日
- 欧盟：歐洲日
- 東歐、後蘇聯國家：勝利日
  - 莫斯科胜利日阅兵
- 羅馬尼亞：獨立日